# Gällaryds landskommun
Gällaryds landskommun var en tidigare kommun i Jönköpings län.

## Administrativ historik
När 1862 års kommunalförordningar trädde i kraft den 1 januari 1863 inrättades i Sverige cirka 2 400 landskommuner samt 89 städer och ett mindre antal köpingar. Då inrättades i Gällaryds socken i Östbo härad i Småland denna kommun.
Den 1 januari 1947 (enligt beslut den 22 mars 1946) överfördes till Gällaryds landskommun det obebodda området Uddarne, omfattande en areal av 0,02 km² (varav allt land), från Kronobergs län och Slätthögs landskommun och församling.
Vid kommunreformen 1952 uppgick denna landskommun i Bors landskommun som sedan 1971 uppgick i Värnamo kommun.

## Politik

### Mandatfördelning i Gällaryds landskommun 1938-1946
| 4 | 16 |

| 20 |

| 8 | 1 | 5 | 3 | 3 |

| 20 |

| 8 | 1 | 4 | 3 | 4 |

| 20 |